# Wolfgang Bleibel

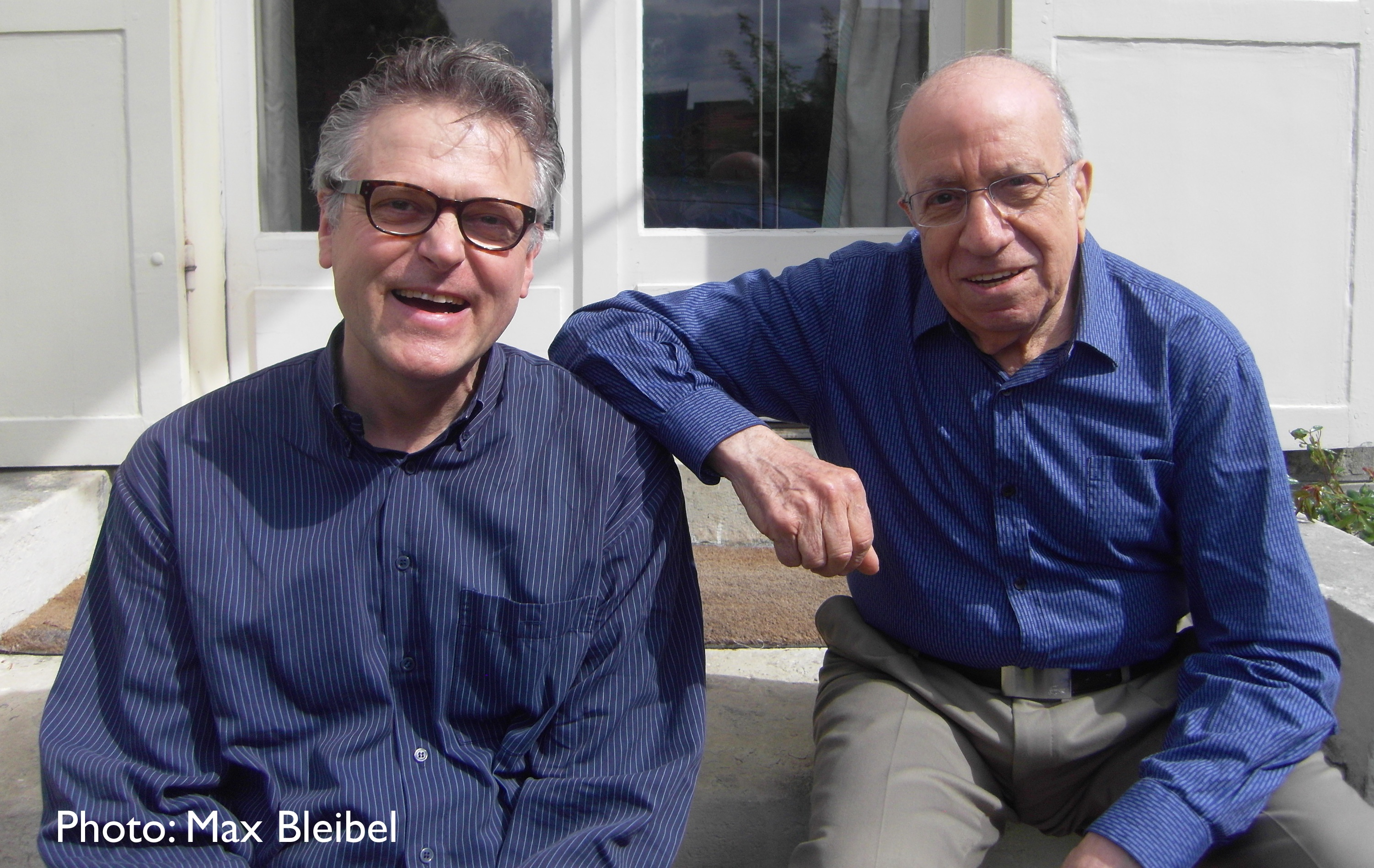
Wolfgang Bleibel (links) mit Martial Solal (Mai 2013)

Wolfgang Bleibel (* 1955 in Ahlen) ist ein deutscher Jazz-Altsaxophonist.

## Leben und Wirken
Wolfgang Bleibel studierte klassisches Saxophon bei Werner Böckmann in Münster und Jazzsaxophon bei Karlheinz Miklin in Graz sowie Herb Geller in Hamburg.
Der Multi-Holzbläser arbeitet seit den späten 1970er Jahren als Jazz- und Studiomusiker. In dieser Zeit war er Gast in der NDR- sowie später auch der WDR-Big Band, häufig als 1. Altsaxophonist. In den Jahren zwischen 1987 und 1995 unterrichtete Wolfgang Bleibel an den Musikhochschulen Detmold/Münster und Bremen klassisches Saxophon. Als Professor für Jazzsaxophon lehrt er seit 1994 am Institut für Jazz der Hochschule für Musik „Franz Liszt“ in Weimar, dessen Direktor er seit 2006 ist.
In Jazzproduktionen für Hörfunk, Fernsehen sowie Schallplatte arbeitete er mit Musikern wie Dave Liebman, Sal Nistico, Art Farmer, Kenny Wheeler, Rachel Gould, Norma Winstone, Romy Camerun, John Taylor, Philip Catherine, Joe Pass, Bob Brookmeyer, Albert Mangelsdorff oder Dannie Richmond zusammen. Mit dem Trompeter Benny Bailey unternahm er in den 1990er Jahren Tourneen.
In den Jahren 2006 und 2013 spielte er Duo-Konzerte mit dem französischen Jazzpianisten Martial Solal. Seit 1993 ist er in einem Duo/Trio mit dem Jazzpianisten Sebastian Altekamp und der portugiesischen Jazzsängerin Maria de Fátima zu hören, einem Ensemble, in dem er auch als Komponist in Erscheinung tritt. Diese Formation veröffentlichte unter dem Namen Songlines bislang (2013) drei CDs.
Sein besonderes Interesse für die Verbindung von klassischer Musik und Jazz führte 2005 zur Entstehung der Komposition Elf Bilder von Edvard Munch von Jörg Achim Keller. Die Uraufführung dieses Werkes im März 2007 mit Bleibel als Solisten am Altsaxophon und dem Sinfonieorchester des Hessischen Rundfunks unter Leitung von Jim McNeely erregte Aufmerksamkeit.
Auf CD- wie Rundfunkproduktionen ist er ebenfalls als Sopran-/Tenor-/Baritonsaxophonist, Klarinettist, Bassklarinettist sowie Querflötist zu hören.